# Toppklocka
Toppklocka, ängstoppklocka eller byaskvaller (Campanula glomerata) är en art i familjen klockväxter.
Det är en växt som sprider sig snabbt och blir cirka 25 cm hög, med blålila klockor i klump längst upp i toppen av stjälken. Namnet byaskvaller kommer av den snabba spridningen av växten. 
Toppklockan har lila eller mörkt blå blommor. Plantan är flerårig, ganska härdig och blir 15–100 cm hög. Blomningen sker i juli-augusti. Toppklockan hör till de klassiska bond-trädgårdsväxterna och den var mycket populär som prydnadsväxt förr i tiden. Toppklockan kan bli ganska gammal som trädgårdsväxt och den klarar sig länge på samma plats utan skötsel. Den trivs på frisk (inte för fuktig eller för torr jord, trivs dock bättre på lite torrare än på för fuktiga eller blöta jordar), väldränerad jord eller i backar och sluttningar, ängar, skogsbryn och vägkanter.

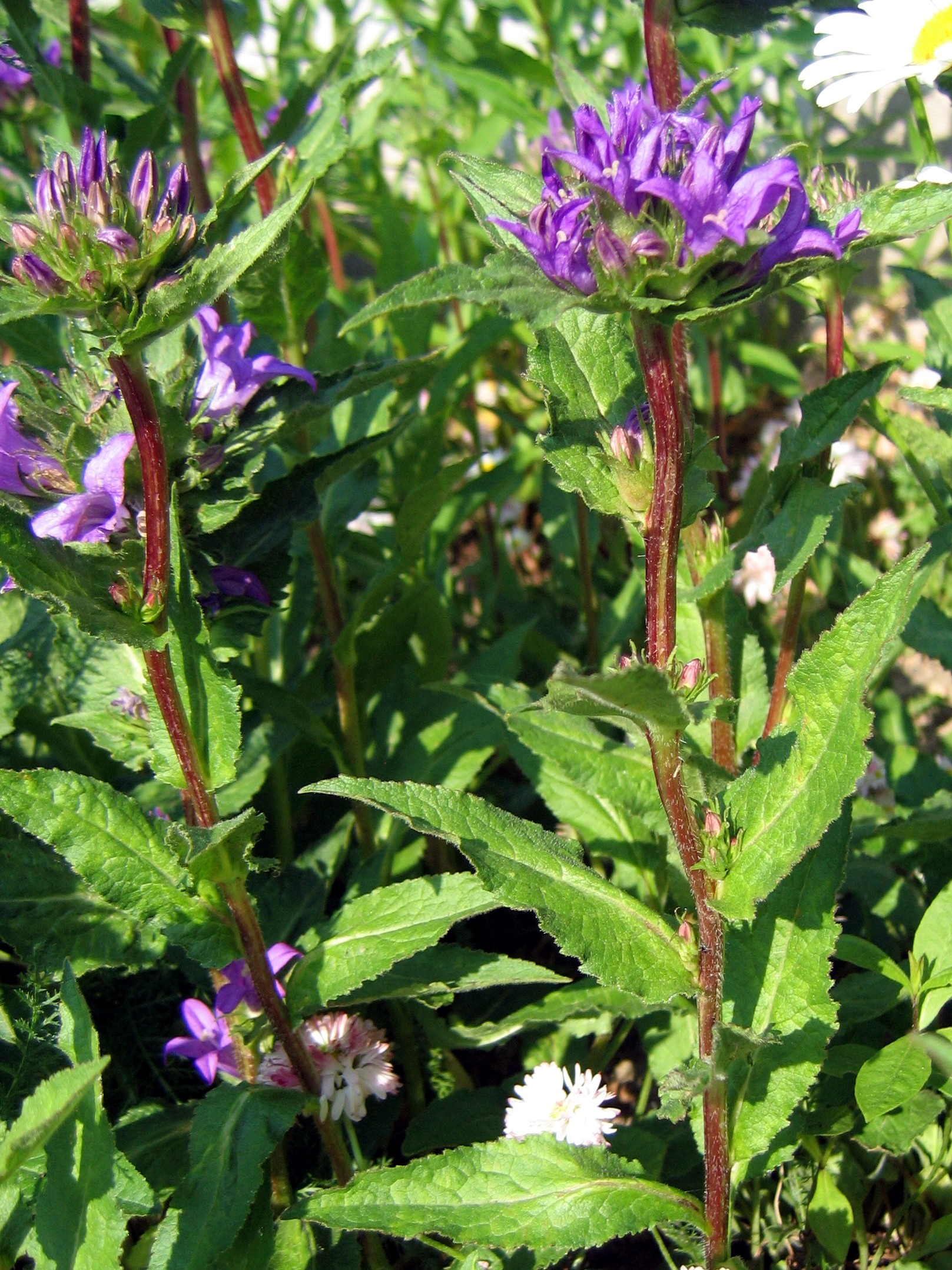
Plantan sedd från sidan.

Toppklockan har 20–25 mm långa klockor i klase, och kronbladen i klockan är spetsiga. Den har blomklasar både överst på stjälken och längre ned i hörnen vid bladfästena. Bladen är äggrunda och spetsiga, och fint rundtandade. 
En variant av arten är ulltoppklocka (C. g. farinosa). Den skiljer sig från toppklockan genom att den har tätare blad, är mer kompakt, och bara har en blomklase överst på stängeln. Toppklocka har ofta enstaka klockblommor längre ned längs stjälken i hörnen vid bladfästena.